# タイ国キリスト教団

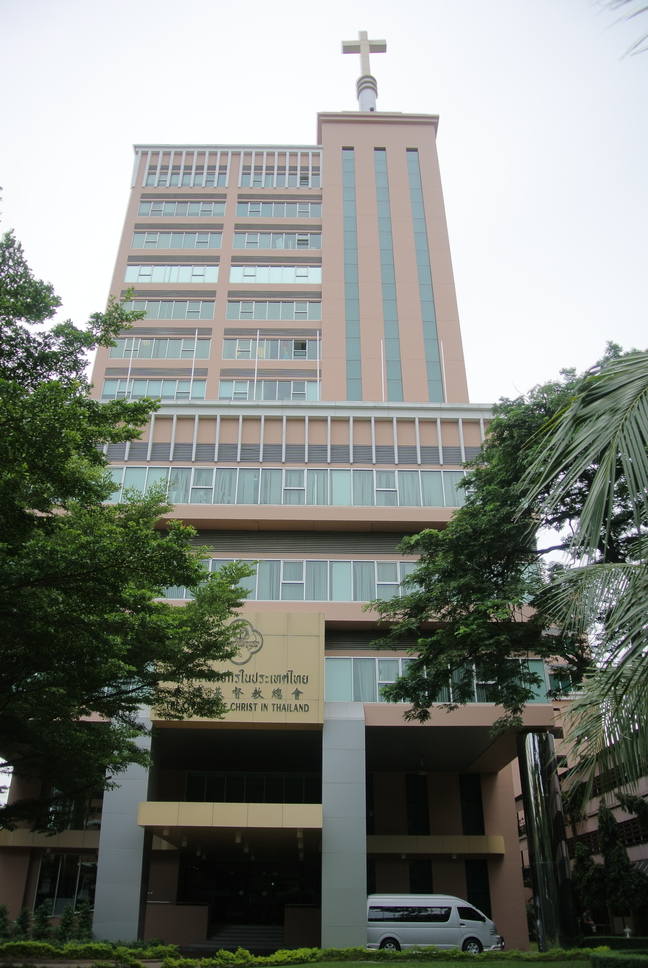
教団ビル外観

タイ国キリスト教団（タイこくキリストきょうだん、英語：Church of Christ in Thailand（C.C.T.）、タイ語：สภาคริสตจักรในประเทศไทย）は、タイ王国のプロテスタント系キリスト教団体の連合体。

## 概要
タイ王国はプロテスタント系団体が多いが、その中でも最も大きい政府公認の連合団体である。構成信徒数は16万人（2011年）。
1934年に、タイ国内のすべてのプロテスタント団体を包括したエキュメニズムの連合体の形成を意図してサイヤムキリスト教団が創設された。最も大きい構成団体は長老派の団体であり、そのほかに、米国バプテスト派や英国キリスト教団（British Church of Christ）、ドイツ、マーバーガーミッション（Marburger Mission）の各団体も所属していた。第二次世界大戦中を除き、1970年代後半まで長老派が教団内で主流派として影響を持ち続けたが、1990年に入って、教団内の構成が大きく変わり、バプテスト系の民族教会が構成員のほぼ半数を占めるようになった。
教団は世界教会協議会、アジアキリスト教協議会に加盟し、主流派はエキュメニカリズムであるとみなされている。教団の行政は長老派、ディサイプル派、バプテスト派の混在した政体で一元的に運営されている。タイ人、中国系タイ人、カレン族、英語圏信者の教団によって構成される。また教団ビル内12階には日本語教会もある。

## 所在地
バンコク都ラーチャテーウィー区ペッチャブリー通りパヤータイ通り328（フア・チャーン橋傍）（328 ถนนพญาไท (เชิงสะพานหัวช้าง) แขวงถนนเพชรบุรี เขตราชเทวี กรุงเทพฯ 10400）に教団ビルを構える。

## 教区
タイ国キリスト教団は、1934年のサイアムキリスト教団として発足時、7教区を持ち、内6教区は地理的教区、1教区は中国人コミュニティに対する民族カテゴリーによる教区であった。
1. チエンマイ県
2. チェンラーイ県･ラムパーン県
3. プレー県・ナーン県
4. ピッサヌローク県・バンコク都
5. ナコーンパトム県・ラーチャブリー県・ペッチャブリー県
6. トラン県･ナコーンシータンマラート県
7. 中華教会

現在、教区は19教区まで増加している。

## 社会事業
教団は地域社会の社会事業（医療、教育）やエキュメニカル運動にも活発に携わっている。教団は教育施設や病院を運営しており、バンコクキリスト教病院、タイキリスト教大学、パーヤップ大学などがある。またスラム地域の貧困救済事業や、2004年‐2005年には、スマトラ島沖地震の被災者支援にも参加し、貢献している。